# 国鉄5200形蒸気機関車

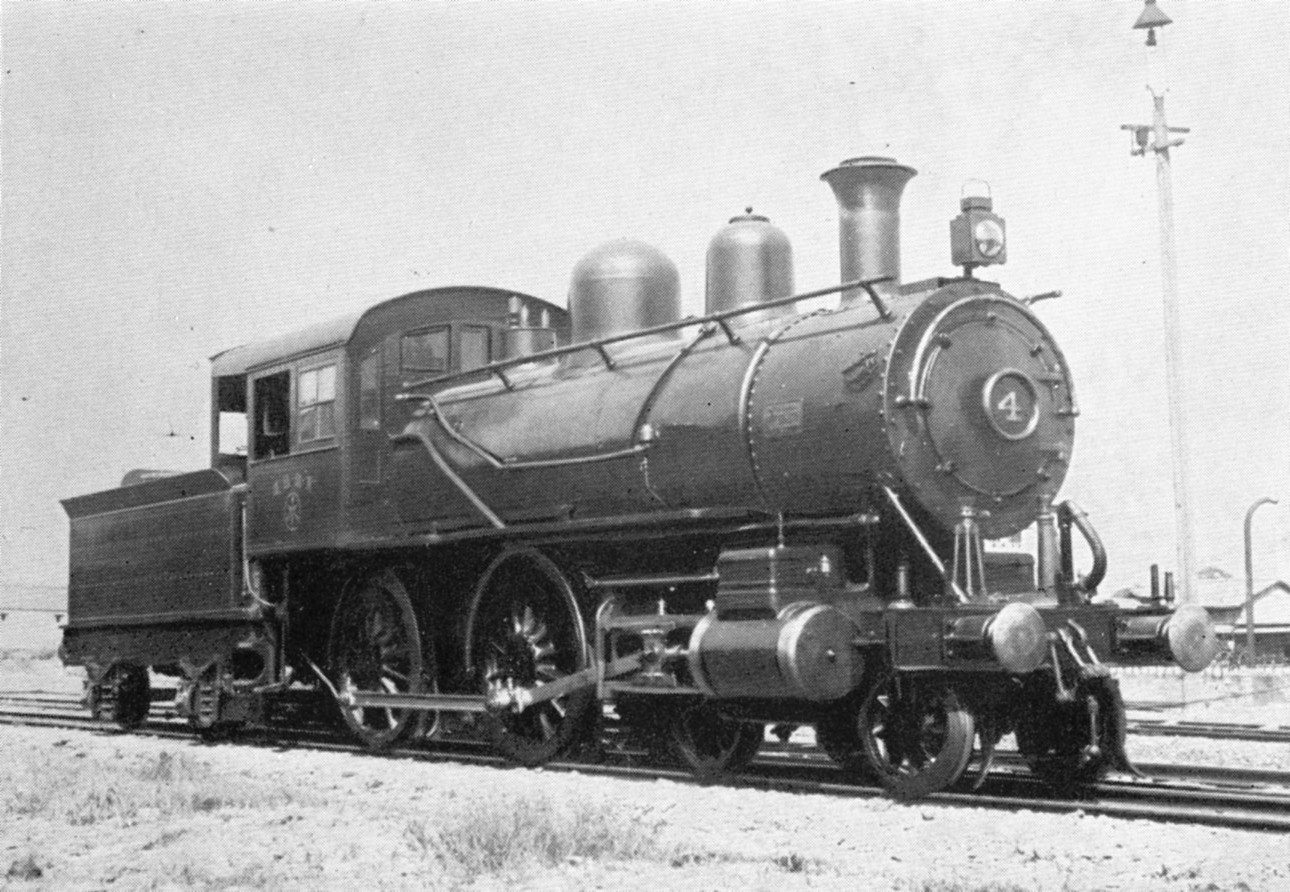
京都鉄道 4（後の鉄道院 5200）

5200形は、かつて日本国有鉄道の前身である鉄道院・鉄道省に在籍したテンダ式蒸気機関車である。

## 概要
元は、京都鉄道が1897年（明治30年）8月にアメリカのピッツバーグ社で2両（製造番号1720, 1721）を製造した、車軸配置4-4-0(2B)、2気筒単式の飽和式テンダ機関車である。京都鉄道では4形（4, 5）と称し、園部以北、舞鶴までの開業を見越して製造された同社初にして唯一のテンダ機関車であったが、経営不振のため延長線建設の目途が立たなくなり、1904年（明治37年）に山陽鉄道へ譲渡された。
山陽鉄道では26形、番号は119, 120と称し、1906年（明治39年）、山陽鉄道は国有化されたが、しばらくは山陽鉄道時代の形式番号で使用された。その後、1909年（明治42年）には鉄道院の車両形式称号規程が制定され、本形式は5200形（5200, 5201）に改番された。
形態は典型的なアメリカ古典形で、ボイラーはストレートトップ型で、第1缶胴上に砂箱、第2缶胴上に蒸気ドームを設けている。炭水車は2軸固定の4輪型で、前端部には風除けが設けられており、アメリカ製の蒸気機関車としては珍しい形態であった。
国有化後は、山陰本線（米子庫）、桜井線（王寺庫）、和歌山線（五条庫）を転々とし、混合列車や貨物列車の牽引に使用された。国有鉄道からの除籍は1922年（大正11年）で、2両とも播州鉄道（後の播丹鉄道）に譲渡され、同社の9, 10と改称された。9は1934年（昭和9年）に廃車となり解体されたが、10は1943年（昭和18年）に戦時買収され、再び国有鉄道籍に戻り、番号も5201に再改称されたが、1947年（昭和22年）に廃車となった。

## 主要諸元
- 全長 : 13,865mm
- 全高 : 3,642mm
- 全幅 : 2,337mm
- 軌間 : 1,067mm
- 車軸配置 : 4-4-0(2B)
- 動輪直径 : 1,372mm
- 弁装置 : スチーブンソン式アメリカ型
- シリンダー（直径×行程） : 381mm×559mm
- ボイラー圧力 : 9.8kg/cm2
- 火格子面積 : 1.21m2
- 全伝熱面積 : 89.7m2
  - 煙管蒸発伝熱面積 : 82.7m2
  - 火室蒸発伝熱面積 : 7.1m2
- ボイラー水容量 : 3.3m3
- 小煙管（直径×長サ×数） : 50.8mm×2,912mm×178本
- 機関車運転整備重量 : 34.25t
- 機関車空車重量 : 30.43t
- 機関車動輪上重量（運転整備時） : 21.36t
- 機関車動輪軸重（第1動輪上） : 10.79t
- 炭水車重量（運転整備） : 19.07t
- 炭水車重量（空車） : 9.89t
- 水タンク容量 : 6.79m3
- 燃料積載量 : 2.59t
- 機関車性能
  - シリンダ引張力（0.85P）：4,930kg
- ブレーキ装置：手ブレーキ、真空ブレーキ